# تورمنگ
تورمنگ (به انگلیسی: Toormang-1) یک منطقهٔ مسکونی در پاکستان است که در خیبر پختونخوا واقع شده‌است. تورمنگ ۶۵٬۸۹۱ نفر جمعیت دارد.